# Iso Peurajärvi
Iso Peurajärvi är en sjö i Gällivare kommun i Lappland och ingår i Råneälvens huvudavrinningsområde. Sjön har en area på 0,0887 kvadratkilometer och ligger 388,6 meter över havet.

## Delavrinningsområde
Iso Peurajärvi ingår i det delavrinningsområde (742694-172754) som SMHI kallar för Mynnar i Saimujoki. Medelhöjden är 396 meter över havet och ytan är 18,82 kvadratkilometer. Det finns inga avrinningsområden uppströms utan avrinningsområdet är högsta punkten. Peuraoja som avvattnar avrinningsområdet har biflödesordning 4, vilket innebär att vattnet flödar genom totalt 4 vattendrag innan det når havet efter 178 kilometer. Avrinningsområdet består mestadels av skog (81 procent) och sankmarker (17 procent). Avrinningsområdet har 0,18 kvadratkilometer vattenytor vilket ger det en sjöprocent på 0,9 procent.